# Pierre Robin
Pierre Robin (* 1. November 1982) ist ein ehemaliger französischer Judoka. Er war 2005 Weltmeisterschaftsdritter und 2008 Europameisterschaftsdritter im Schwergewicht.

## Sportliche Karriere
Pierre Robin siegte 2001 bei den U20-Europameisterschaften. 2003 belegte er bei den französischen Meisterschaften den zweiten Platz hinter Matthieu Bataille. Bei den Weltmeisterschaften 2005 in Kairo unterlag er im Viertelfinale dem Russen Alexander Michailin. Mit zwei Siegen in der Hoffnungsrunde erreichte Robin den Kampf um eine Bronzemedaille, den er gegen den Kubaner Óscar Brayson gewann. 2006 gewann Robin seinen ersten französischen Meistertitel. Bei den Europameisterschaften 2006 belegte er den siebten Platz.
Nach einem Jahr Pause kehrte Robin 2008 zurück und wurde bei den französischen Meisterschaften Zweiter hinter Teddy Riner. Bei den Europameisterschaften 2008 in Lissabon unterlag er im Viertelfinale dem Weißrussen Juri Rybak. Nach zwei Siegen in der Hoffnungsrunde bezwang Robin im Kampf um Bronze den Georgier Lascha Gudschedschiani. Ende 2008 nahm Robin in Paris an den Weltmeisterschaften in der offenen Klasse teil, schied aber im Viertelfinale gegen Matthieu Bataille aus. 2009 wurde Robin Siebter der Europameisterschaften in Tiflis. 2011 siegte Robin bei den Militärweltspielen. 2012 gewann er seinen zweiten französischen Meistertitel.